# LK・Partners
株式会社LK・Partners（エルケーパートナーズ）は、福岡県福岡市中央区薬院に本社をおく日本の企業である。

## 概要
2016年1月より、「銀聯カード決済・越境EC事業」をスタート。越境EC業界で初となる「通関、物流、決済」が三位一体となった越境ECプラットフォーム「CaDiCソリューションパッケージ」を提供している。

## 沿革
2005年（平成17年）設立。アメリカ、アジア、中東地域を中心に貿易事業を行う。2014年（平成26年）、カリフォルニア発パフォーマンスギアプロダクト「C・PRIME」の日本総代理店権利を取得し展開。2016年1月25日より、中国顧客向けの銀聯カード・越境EC事業プラットフォーム事業を展開すると発表。

## 事業内容
CaDiCソリューションパッケージ（キャディックソリューションパッケージ）
Chinapayとの協力により独自開発した銀聯カード、越境ECビジネスを運営スタートさせる為の専用ソリューションパッケージ。
JAPAN PREMIUM SELECTION（ジャパンプレミアムセレクション）
日本の優れた商品やサービスを海外マーケットに対して正しく伝えることを使命とし、日本発信の「本物」の商品やサービスである事を海外マーケットに認知。
C・PRIME（シープライム）
海外セレブやアスリートが使用している、カリフォルニア発パフォーマンスギアプロダクト「C・PRIME」の日本総販売事業。

## グループ会社・関連会社、提携会社
- 銀聯商務有限公司（China UMS）[注釈 1]
- 上海銀聯電子支付服務有限公司（Chinapay）[注釈 2]
- Global Shopper Inc.（海淘天下）
- AL HANDAL INTERNATIONAL GROUP
- AL HANDAL JAPAN